# Operation Crosstie
Die Operation Crosstie war eine Serie von 48 US-amerikanischen Kernwaffentests, die 1967 und 1968 auf der Nevada Test Site in Nevada durchgeführt wurde. Lediglich der Test Gasbuggy fand in Farmington, New Mexico statt.

## Die einzelnen Tests der Crosstie-Serie
| #  | Bombe                                   | Datum / Zeit (GMT)           | Testgelände                                            | Testart | Sprengkraft     | Anmerkungen                                                                                             |
| -- | --------------------------------------- | ---------------------------- | ------------------------------------------------------ | ------- | --------------- | --- |
| 1  | Vito                                    | 14. Juli 1967 13:30 Uhr      | Area 10ab                                              | Schacht | <20 kT          | |
| 2  | Stanley                                 | 27. Juli 1967 13:00 Uhr      | Area 10q                                               | Schacht | 20 bis 200 kT   | |
| 3  | Gibson                                  | 4. August 1967 14:00 Uhr     | Area 3ew                                               | Schacht | <20 kT          | |
| 4  | Washer                                  | 10. August 1967 14:10 Uhr    | Area 10r                                               | Schacht | <20 kT          | |
| 5  | Bordeaux                                | 18. August 1967 20:12 Uhr    | Area 3dr                                               | Schacht | <20 kT          | |
| 6  | Lexington                               | 24. August 1967 13:30 Uhr    | Area 2bm                                               | Schacht | <20 kT          | |
| 7  | Door Mist                               | 31. August 1967 16:30 Uhr    | Area 12g.07                                            | Tunnel  | <20 kT          | |
| 8  | Yard                                    | 7. September 1967 13:45 Uhr  | Area 10af                                              | Schacht | 20 bis 200 kT   | |
| 9  | Gilroy                                  | 15. September 1967 17:30 Uhr | Area 3ex                                               | Schacht | <20 kT          | |
| 10 | Marvel                                  | 21. September 1967 20:45 Uhr | Area 10ds1                                             | Schacht | 2,2 kT          | Test im Rahmen der Operation Plowshare                                                                  |
| 11 | Zaza                                    | 27. September 1967 17:00 Uhr | Area 4c                                                | Schacht | 20 bis 200 kT   | |
| 12 | Lanpher                                 | 18. Oktober 1967 14:30 Uhr   | Area 2x                                                | Schacht | 20 bis 200 kT   | |
| 13 | Sazerac                                 | 25. Oktober 1967 14:30 Uhr   | Area 3fa                                               | Schacht | <20 kT          | |
| 14 | Cognac                                  | 25. Oktober 1967 14:30 Uhr   | Area 3fm                                               | Schacht | <20 kT          | |
| 15 | Worth                                   | 25. Oktober 1967 14:45 Uhr   | Area 10ag                                              | Schacht | <20 kT          | |
| 16 | Cobbler                                 | 8. November 1967 15:00 Uhr   | Area 7u                                                | Schacht | <20 kT          | |
| 17 | Polka                                   | 6. Dezember 1967 13:00 Uhr   | Area 10ai                                              | Schacht | <20 kT          | |
| 18 | Gasbuggy                                | 10. Dezember 1967 19:30 Uhr  | Farmington                                             | Schacht | 29 kT           | Test im Rahmen der Operation Plowshare                                                                  |
| 19 | Stilt                                   | 15. Dezember 1967 15:00 Uhr  | Area 3fh                                               | Schacht | <20 kT          | |
| 20 | Hupmobile                               | 18. Januar 1968 16:30 Uhr    | Area 2y                                                | Schacht | 7,4 kT          | |
| 21 | Staccato                                | 19. Januar 1968 15:00 Uhr    | Area 10ah                                              | Schacht | 20 bis 200 kT   | |
| 22 | Faultless                               | 19. Januar 1968 18:15 Uhr    |                                                        | Schacht | 200 bis 1000 kT | |
| 23 | Brush                                   | 24. Januar 1968 15:00 Uhr    | Area 3eq                                               | Schacht | <20 kT          | |
| 24 | Cabriolet                               | 26. Januar 1968 16:00 Uhr    | Area 20l                                               | Krater  | 2,3 kT          | Test im Rahmen der Operation Plowshare                                                                  |
| 25 | Mallet                                  | 31. Januar 1968 15:30 Uhr    | Area 3fv                                               | Schacht | <20 kT          | |
| 26 | Knox                                    | 21. Februar 1968 15:30 Uhr   | Area 2at                                               | Schacht | 20 bis 200 kT   | |
| 27 | Torch                                   | 21. Februar 1968 15:00 Uhr   | Area 3fj                                               | Schacht | <20 kT          | |
| 28 | Dorsal Fin                              | 29. Februar 1968 17:08 Uhr   | Area 12e.10                                            | Tunnel  | <20 kT          | |
| 29 | Russet                                  | 5. März 1968 15:30 Uhr       | Area 6a                                                | Schacht | <20 kT          | |
| 30 | Buggy-A Buggy-B Buggy-C Buggy-D Buggy-E | 12. März 1968 17:04 Uhr      | Area 30a Area 30b Area 30c Area 30d Area 30e           | Schacht | 1,08 kT         | Simultanzündung von fünf verschiedener Bomben in fünf Schächten, Test im Rahmen der Operation Plowshare |
| 31 | Pommard                                 | 14. März 1968 15:19 Uhr      | Area 3ee                                               | Schacht | 1,5 kT          | |
| 32 | Stinger                                 | 22. März 1968 15:00 Uhr      | Area 19l                                               | Schacht | 20 bis 200 kT   | |
| 33 | Milk Shake                              | 25. März 1968 18:44 Uhr      | Area 5k                                                | Schacht | <20 kT          | |
| 34 | Bevel                                   | 4. April 1968 15:02 Uhr      | Area 3fu                                               | Schacht | <20 kT          | |
| 35 | Noor Throw                              | 10. April 1968 14:00 Uhr     | Area 2be Area 2bg                                      | Schacht | 20 bis 200 kT   | Simultanzündung zweier verschiedener Bomben in zwei Schächten                                           |
| 36 | Shuffle                                 | 18. April 1968 14:05 Uhr     | Area 10t                                               | Schacht | 20 bis 200 kT   | |
| 37 | Scroll                                  | 23. April 1968 17:01 Uhr     | Area 19n                                               | Schacht | <20 kT          | |
| 38 | Boxcar                                  | 26. April 1968 15:00 Uhr     | Area 20i                                               | Schacht | 1,3 Mt          | |
| 39 | Hatchet                                 | 3. Mai 1968 16:00 Uhr        | Area 3fz                                               | Schacht | <20 kT          | |
| 40 | Crock                                   | 8. Mai 1968 14:10 Uhr        | Area 10ak                                              | Schacht | <20 kT          | |
| 41 | Clarksmobile                            | 17. Mai 1968 13:00 Uhr       | Area 2as                                               | Schacht | 20 bis 200 kT   | |
| 42 | Adze                                    | 28. Mai 1968 14:45 Uhr       | Area 3fw                                               | Schacht | <20 kT          | |
| 43 | Wembley                                 | 5. Juni 1968 14:21 Uhr       | Area 3ey                                               | Schacht | <20 kT          | |
| 44 | Tub-A Tub-B Tub-C Tub-D Tub-F           | 6. Juni 1968 21:30 Uhr       | Area 10ajc Area 10ajb Area 10ajf Area 10ajd Area 10aja | Schacht | <20 kT          | Simultanzündung von fünf verschiedener Bomben in fünf Schächten                                         |
| 45 | Rickey                                  | 15. Juni 1968 13:59 Uhr      | Area 19c                                               | Schacht | 20 bis 200 kT   | |
| 46 | Funnel                                  | 25. Juni 1968 15:30 Uhr      | Area 3ga                                               | Schacht | <20 kT          | |
| 47 | Sevilla                                 | 25. Juni 1968 15:30 Uhr      | Area 3fk                                               | Schacht | <20 kT          | |
| 48 | Chateaugay                              | 28. Juni 1968 12:22 Uhr      | Area 20t                                               | Schacht | 20 bis 200 kT   | |

- United States Nuclear Tests July 1945 through September 1992 (PDF-Datei; 877 kB) des U.S. Department of Energy (englisch)